# Mexique aux Jeux mondiaux de 2017
Cet article contient des informations sur la participation et les résultats du Mexique aux Jeux mondiaux de 2017 à Wrocław en Pologne.

## Médailles

### Or
| Sport             | Discipline             | Sportifs  |
| Médaille d'or : 1 |                        |           |
| Ju-Jitsu          | Hommes - Ne-Waza 85 kg | Dan Schon |

### Argent
| Sport                                    | Discipline                       | Sportifs                                   |
| Médaille d'argent : 1 (+1 démonstration) |                                  |                                            |
| Tir à l'arc                              | Arc à poulies par équipe - Mixte | Rodolfo González Linda Ochoa-Anderson (en) |
| Kick-boxing (dem.)                       | Femmes - 60 kg                   | Melissa Martínez Aceves                    |

### Bronze
| Sport                   | Discipline                               | Sportifs                         |
| Médailles de bronze : 3 |                                          |                                  |
| Bowling                 | Double femmes                            | Sandra Gongora (en) Tannya Lopez |
| Ju-Jitsu                | Hommes - Combat -69 kg                   | Eduardo Alberto Gutierrez Cortes |
| Roller de vitesse       | Homme - Piste - 10 000 m Course à points | Milke Alejandro Paez             |